# Leucochitonea
Leucochitonea là một chi bướm ngày thuộc họ Bướm nâu.

## Các loài
- Leucochitonea amneris (Rebel & Rogenhofer, 1894)
- Leucochitonea hindei Druce, 1903
- Leucochitonea levubu Wallengren, 1857